# Nižyn
Nižyn (in ucraino Ніжин?) è una città ucraina (65 830 abitanti) nel distretto di Nižyn, nell'oblast' di Černihiv, in Ucraina. Ospita l'amministrazione della comunità territoriale di Nižyn, una delle comunità territoriali dell'Ucraina.
Fino al 18 luglio 2020 Nižyn era classificata come città di rilevanza regionale e apparteneva al comune di Nižyn, che non apparteneva ad alcun distretto. Nell'ambito della riforma amministrativa dell'Ucraina, che ha ridotto a cinque il numero dei distretti dell'oblast' di Černihiv, la città è stata fusa nel distretto di Nižyn.